# Octopus bimaculatus
Espèce
Octopus bimaculatus, la pieuvre à deux points de Californie ou pieuvre à deux points de Verrill est une pieuvre commune des estrans de la Californie du Sud. Cette espèce est souvent confondue avec Octopus bimaculoides, qui porte le même nom vernaculaire.

## Alimentation
Cette espèce se nourrit habituellement de crustacés, de gastéropodes, de chitons, de patelles et de bivalves.

## Comportement

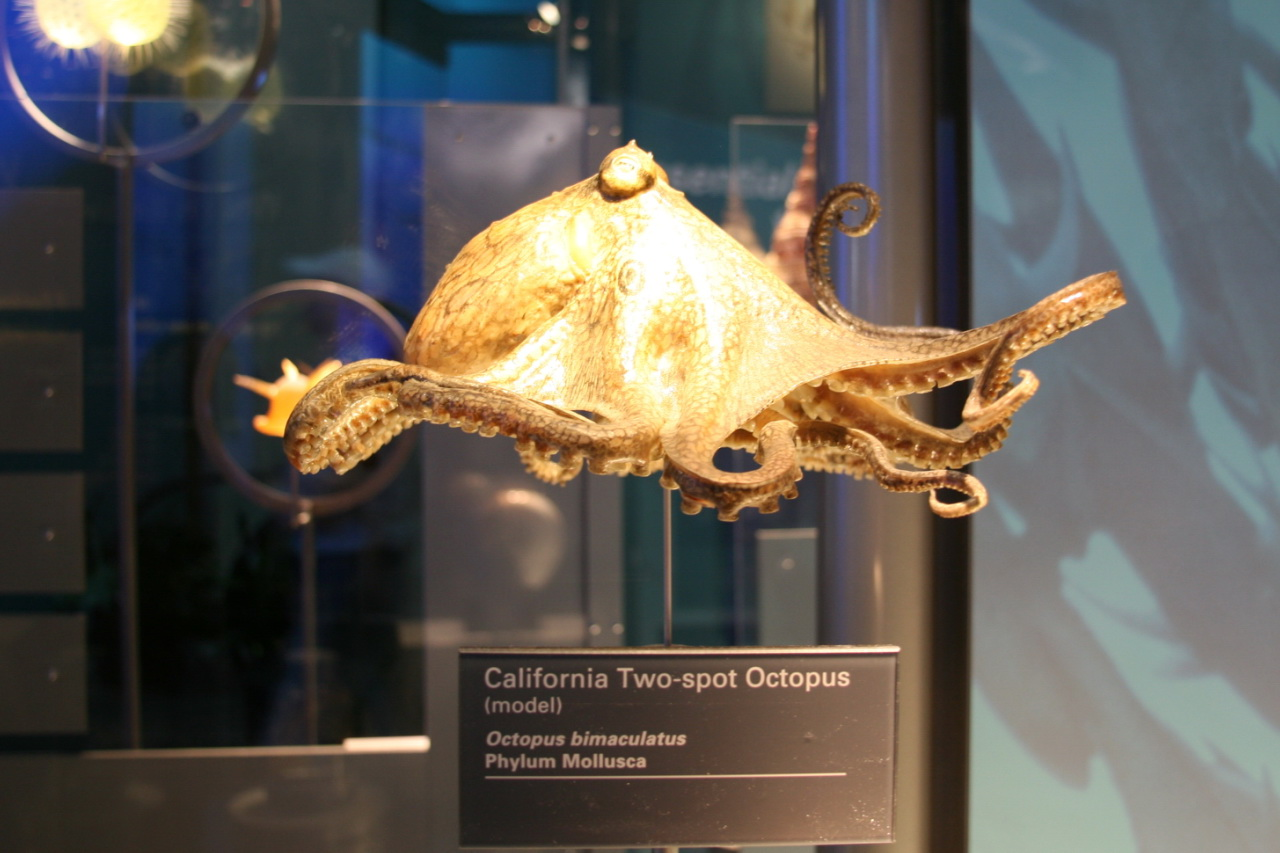
Octopus bimaculatus

O. bimaculatus vit de 12 à 18 mois.  Les jeunes font partie du plancton pendant un à plusieurs mois avant de se poser sur le sol.

## Reproduction
Bien que la plupart des accouplements aient lieu en mai et en juin quand les températures de l'eau de mer augmentent, cette espèce peut se reproduire tout au long de l'année. Les femelles pondent généralement leurs œufs entre avril et août.